# 克莱蒙-奥弗涅大学
克莱蒙-奥弗涅大学（法語：Université Clermont-Auvergne，UCA），是法国克莱蒙费朗的一所公立综合性大学，于2017年1月成立，前身是克莱蒙一大和克莱蒙二大。

## 历史
直到十五世纪，克莱蒙费朗都只有一所大学。1976年，由于对1969年富尔法不断的政治分歧，克莱蒙大学分为一大和二大。2012年开始，两所学校就开始讨论合并的适宜，并于2013年月正式投票通过合并的决定，并由两所学校的校长于同年九月宣布这个决定。二者的合并由2016年9月13日的法令正式获得承认。

## 院系设置
- 文学文化人类科学学院
- 语言文化传播学院
- 外语学院
- 心理学社会科学教育科学学院
- 体育学院
- 高等教育教师学校
- 信息学院 （页面存档备份，存于）
- 克莱蒙费朗 Polytech
- 阿列大学技术学院
- 克莱蒙费朗大学技术学院
- 大学工程物理学校
- 经济学校
- 大学管理学院
- 法学院
- 生物学元院
- 口腔整形学院
- 药学院
- 化学院
- 数学院
- 克莱蒙费朗地球物理观测台